# Списак топлана у Србији
Први систем даљинског грејања у Србији изграђен је 1961. године као систем који је требало да обезбеди ефикасно грејање новоизграђеног насеља Нови Београд. Након тога изграђена су бројна постројења широм градова Србије и основана предузећа која њима газдују. Данас у Србији постоји више топлана које системом даљинског грејања снабдевају топлотном енергијом стамбена насеља. Топлане су организоване у Пословно удружење „Топлане Србије“ од 4. априла 1997. године.
- ЈКП „Београдске електране” Београд
- ЈКП Градска Топлана Београд
- ЈКП Топлана Београд
- ЈКП Грејање Барајево
- ЈКП Топлана Бечеј
- ЈКП Топлана Беочин
- ЈКП Топлана Бор
- ЈКП Грејање и одржавање Чачак
- ЈКП Топлана Кикинда
- ЈКП Топлана Књажевац
- ЈКП Топлана Косјерић
- ЈКП Топлана Краљево
- ЈКП Топлана Крушевац
- ЈКП Топлана Лајковац
- ЈКП Грејање Лазаревац
- ЈКП Топлана Лесковац
- ЈКП Грејање Младеновац
- ЈКП Градска Топлана Градска топлана Ниш
- ЈКП Новосадска Топлана Нови Сад
- ЈКП Топлана Панчево
- ЈКП Топлана Пећинци
- ЈКП Топлана Пирот
- ЈП Топлификација Пожаревац
- ЈКП Топлана Прокупље
- ЈКП Топлана  Шабац
- ЈКП Енергана Сомбор
- ЈКП Топлификација Сремска Митровица
- ЈКП Суботичка топлана Суботица
- ЈКП Енергетика Трстеник
- ЈКП Топлота Ужице
- ЈКП Топлана Ваљево
- ЈКП Топловод Зајечар
- ЈКП Енергетика Крагујевац
- ЈКП Топлана Бор
- ЈКП Топловод Обреновац
- ЈКП Топлана Ковин
- ЈКП Топлана Лозница
- ЈКП Градска топлана Зрењанин
- ЈКП Топлификација Смедерево
- ЈКП Градска Топлана Нови Пазар
- ЈКП Топлана Јагодина
- ЈКП Бадњево Неготин
- ЈКП Топлана Врање
- ЈП ББ Терм Бајина Башта
- ЈКП 7. јули Баточина
- ЈКП Јединство Кладово
- ЈКП Лим Пријепоље